# Laeliinae
Laeliinae, podtribus kaćunovki, dio tribusa Epidendreae.
Pripada mu 40 rodova.

## Rodovi
Subtribus Laeliinae Benth.
1. Meiracyllium Rchb.f. (2 spp.)
2. Orleanesia Barb. Rodr. (6 spp.)
3. Jacquiniella Schltr. (12 spp.)
4. Scaphyglottis Poepp. & Endl. (78 spp.)
5. Nidema Britton & Millsp. (2 spp.)
6. Domingoa Schltr. (4 spp.)
7. Arpophyllum Lex. (5 spp.)
8. Alamania Lex. (1 sp.)
9. Isabelia Barb. Rodr. (3 spp.)
10. Loefgrenianthus Hoehne (1 sp.)
11. Homalopetalum Rolfe (8 spp.)
12. Pygmaeorchis Brade (2 spp.)
13. Epidendrum L. (1914 spp.)
14. Dimerandra Schltr. (7 spp.)
15. Barkeria Knowles & Westc. (19 spp.)
16. Acrorchis Dressler (1 sp.)
17. Tetramicra Lindl. (10 spp.)
18. Artorima Dressler & G. E. Pollard (1 sp.)
19. Hagsatera R. González (2 spp.)
20. Pseudolaelia Porto & Brade (14 spp.)
21. Leptotes Lindl. (9 spp.)
22. Dinema Lindl. (2 spp.)
23. Oestlundia W. E. Higgins (4 spp.)
24. Amoana Leopardi & Carnevali (2 spp.)
25. Encyclia Hook. (174 spp.)
26. Prosthechea Knowles & Westc. (129 spp.)
27. Psychilis Raf. (15 spp.)
28. Caularthron Raf. (2 spp.)
29. Cattleya Lindl. (141 spp.)
30. Guarianthe Dressler & W. E. Higgins (4 spp.)
31. Broughtonia R. Br. (6 spp.)
32. Quisqueya Dod (4 spp.)
33. Laelia Lindl. (26 spp.)
34. Adamantinia Van den Berg & C. N. Gonç. (1 sp.)
35. Myrmecophila Rolfe (10 spp.)
36. Rhyncholaelia Schltr. (2 spp.)
37. xBrassocattleya Rolfe (0 sp.)
38. Brassavola R. Br. (19 spp.)
39. Constantia Barb. Rodr. (6 spp.)

## Sinonimi
- Stenoglossinae Benth.
- Cattleyinae Pfitzer
- Meiracyliinae Dressler
- Arpophyllinae Dressler
- Epidendrinae Szlach.